# Abui
Ne doit pas être confondu avec Abui (langue).

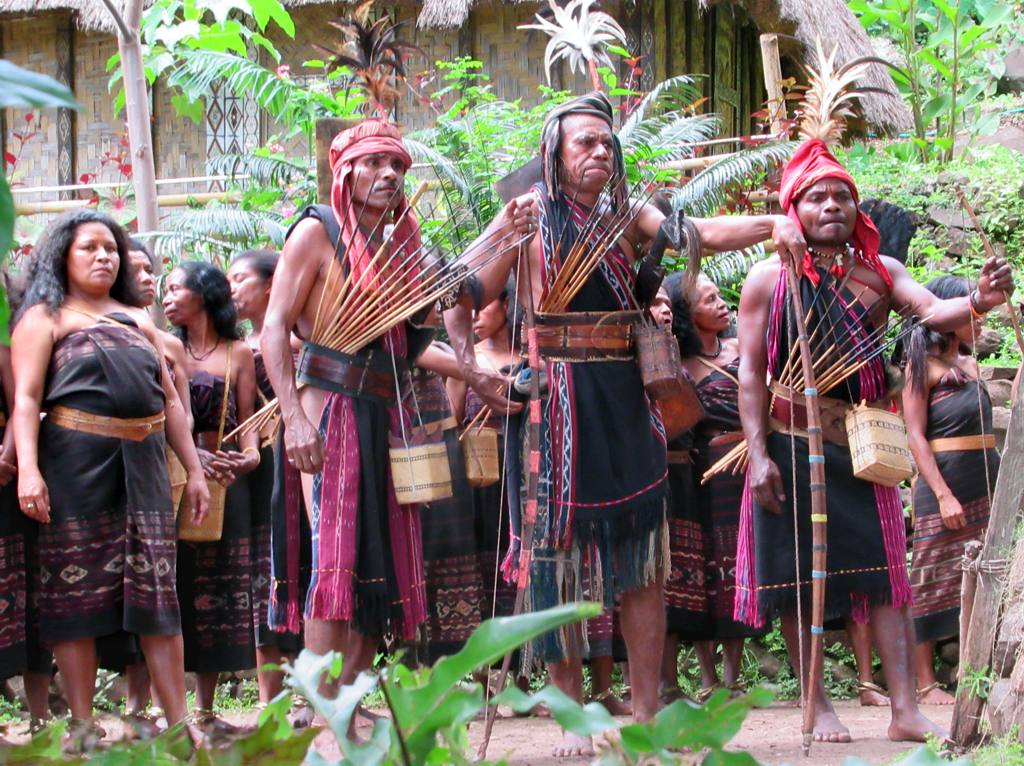
Des abuis.

Les Abuis (ou Barawahing, Barue, Namatalaki) sont un groupe ethnique de l'île d'Alor en Indonésie.
En 2000, leur population était estimée à 16 000 personnes.
Leur langue est l'abui.